# Eagulls

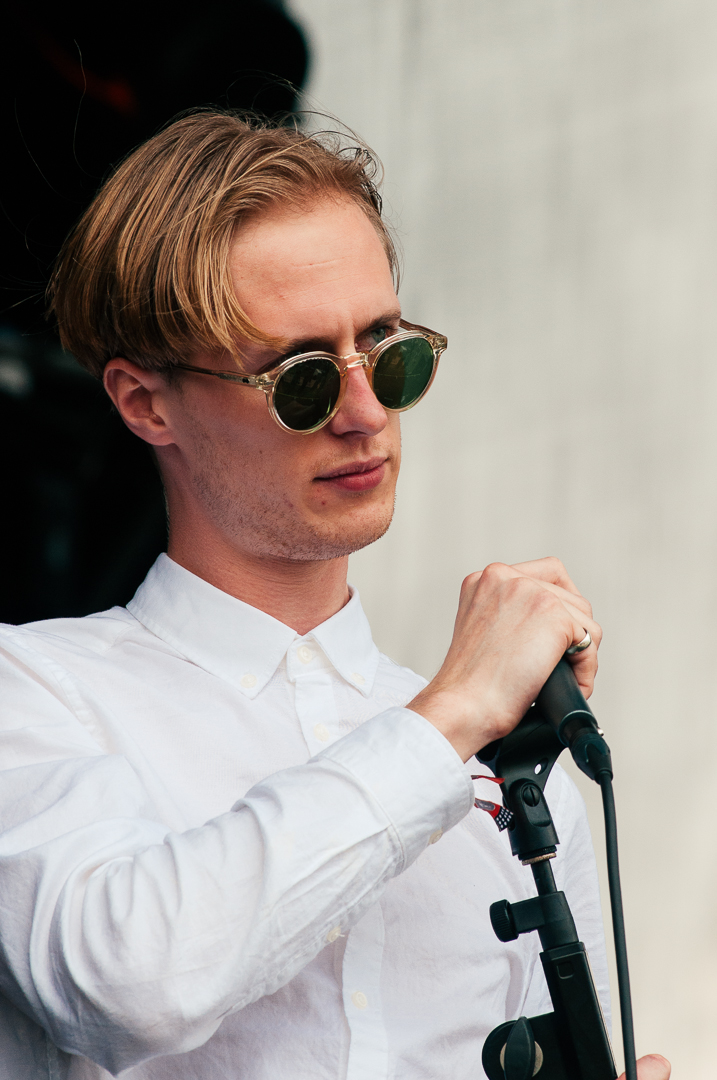
Sänger George Mitchell bei einem Auftritt in Singapur (2015)

Eagulls war eine fünfköpfige britische Post-Punk-Band aus Leeds. Sie wurde 2009 gegründet und bestand aus Mark „Goldy“ Goldsworthy, Henry Ruddel, Liam Matthews, Tom Kelly und George Mitchell.

## Geschichte

### 2009–2011: Gründung und Anfänge
Der Gitarrist Mark Goldsworthy und der Schlagzeuger Henry Ruddel gründeten die Band gegen Ende des Jahres 2009. Die drei Musiker und langjährige Freunde George Mitchell, Tom Kelly und Liam Matthews ergänzten die Formation kurze Zeit später, sodass es ab Anfang 2010 zu ersten Auftritten der nach einem Shaggy-Song benannten Eagulls und der Aufnahme des Demotapes Sons Of Prey auf Tonbandkassette kam. In Leeds und Umgebung baute man sich so schnell eine stabile Fangemeinschaft auf, weshalb man 2011 eine erste 7-Zoll-Single mit dem Titel Council Flat Blues veröffentlichte. Bald entwickelte die Band eine Vorbliebe für Liveauftritte, Interviews und andere mediale Berichterstattungen. Besonders Sänger George Mitchell gilt in Fachkreisen als äußerst extrovertiert und selbstbewusst.

### 2012–2015: Debütalbum und Durchbruch
Nach der Veröffentlichung der selbstbetitelten Eagulls EP 2012 und zwei Auftritten auf dem Festival South by Southwest wurde die Gruppe beim US-amerikanischen Independent-Label Partisan Records unter Vertrag genommen, über das am 30. September 2013 mit Nerve Endings eine Singleauskopplung des für März des Folgejahres angekündigten Debütalbums erschien. Dieses Studioalbum Eagulls, ebenfalls selbstbetitelt, erschien am 3. März 2014 in Großbritannien und am 7. März 2014 im Rest Europas, in Asien und den Vereinigten Staaten. Die nationale und internationale Fachpresse rezipierte das Erstlingswerk überwiegend positiv. Zudem erreichte es Platz 86 der britischen Albumcharts und hielt sich dort eine Woche. Die Lieder Tough Luck, Opaque und Possessed wurden bereits im Vorfeld veröffentlicht, letztgenanntes sogar als Musikvideo.
In der Folgezeit war die Band unter anderem in der Late Show with David Letterman und auf Tour mit Franz Ferdinand zu sehen.

### 2016–2018: Zweites Album und Inaktivität
Am 13. Mai 2016 veröffentlichte die Band das zweite Studioalbum Ullages über Partisan Records. Der Titel ist ein Anagramm des Bandnamens. Anschließend gingen sie auf Tour durch Europa und Teile Asiens. So spielten sie im Februar 2017 beispielsweise ein Konzert in der israelischen Großstadt Tel Aviv. Danach wurde es still um die Band. Erst im Mai 2021 bestätigte Mitchell, dass er die Band schon einige Jahre zuvor verlassen hatte, um sich neuen Projekten zu widmen.

## Diskografie
Studioalben

| Jahr | Titel Musiklabel         | Höchstplatzierung, Gesamtwochen, AuszeichnungChartsChartplatzierungen (Jahr, Titel, Musiklabel, Platzierungen, Wochen, Auszeichnungen, Anmerkungen) | Anmerkungen                        |
| Jahr | Titel Musiklabel         | UK | Anmerkungen                        |
| ---- | ------------------------ | --- | ---------------------------------- |
| 2014 | Eagulls Partisan Records | UK86 (1 Wo.)UK | Erstveröffentlichung: 3. März 2014 |
| 2016 | Ullages Partisan Records | UK—UK | Erstveröffentlichung: 13. Mai 2016 |

EPs
- 2011: Split EP
- 2012: Eagulls EP

Mixtapes
- 2010: Songs Of Prey